# Abraham Neyman
Abraham Neyman (nacido el 14 de junio de 1949, en Israel) es un matemático y teórico de juegos. Profesor de Matemáticas en el Centro Federmann para el Estudio de la Racionalidad y en el Instituto Einstein de Matemáticas en la Universidad Hebrea de Jerusalén en Israel. Actualmente es el presidente del Capítulo Israelí de la Sociedad de la Teoría del Juegos (2014-2018).

## Biografía
Neyman recibió su licenciatura en matemáticas en 1970 y su maestría en matemáticas en 1972 en la Universidad Hebrea. Su tesis de maestría versó sobre "El alcance de una medida vectorial" y fue supervisada por el Prof. Joram Lindenstrauss. Su tesis doctoral, "Valores de los juegos con un continuo de jugadores", se completó bajo el Prof. Robert Aumann en 1977.
Neyman ha sido profesor de matemáticas en la Universidad Hebrea desde 1982, y se desempeñó como presidente del Instituto de Matemáticas de 1992 a 1994, además de ser profesor de economía en el periodo 1982-1990. Ha sido miembro del Centro para el Estudio de la Racionalidad en la Universidad Hebrea desde su creación en 1991. Ocupó diversos cargos en la Universidad Stony Brook de Nueva York, en el periodo 1985-2001. También ha ocupado puestos y ha sido profesor visitante en la Universidad de Cornell, la Universidad de California en Berkeley, la Universidad de Stanford, la Escuela de Graduados en Administración de Empresas de la Universidad de Harvard y la Universidad Estatal de Ohio.
Neyman ha tenido 12 estudiantes graduados completando tesis de Ph.D. bajo su supervisión, 5 en la Stony Brook University y 7 en la Hebrew University. Neyman también se ha desempeñado como Editor de Área de Teoría de Juegos para la revista Matemáticas de Investigación de Operaciones (1987-1993) y en el comité editorial de Juegos y Comportamiento Económico (1993-2001) y el International Journal of Game Theory (2001-2007).

## Contribuciones de investigación
Neyman ha hecho numerosas contribuciones a la teoría de juegos, incluidos los juegos estocásticos, el valor de Shapley y los juegos repetidos.

### Juegos estocásticos
Junto con Jean-Francois Mertens, demostró la existencia del valor uniforme de los juegos estocásticos no descontados de suma cero. Este trabajo es considerado uno de los trabajos más importantes en la teoría de los juegos estocásticos, resolviendo un problema que había estado abierto durante más de 20 años. Junto con Elon Kohlberg, aplicó técnicas de operador para estudiar las propiedades de convergencia de los valores de etapa finitos y descontados. Recientemente, fue pionero en un modelo de juegos estocásticos en tiempo continuo y obtuvo resultados de existencia de equilibrio uniforme. También coeditó, junto con Sylvain Sorin, una colección completa de obras en el campo de los juegos estocásticos.

### Juegos repetidos
Neyman ha hecho muchas contribuciones a la teoría de los juegos repetidos. Una idea que aparece, en diferentes contextos, en algunos de sus trabajos, es que el modelo de un juego infinitamente repetido sirve también como un poderoso paradigma para un juego repetido largamente. Una idea relacionada aparece en un artículo de 1999, donde mostró que en un juego largamente repetido, una desviación exponencialmente pequeña del conocimiento común del número de repeticiones es suficiente para alterar dramáticamente el análisis de equilibrio, produciendo un resultado similar al teorema popular.
Neyman es uno de los pioneros y un líder notable del estudio de juegos repetidos bajo restricciones de complejidad. En su artículo seminal demostró que la memoria limitada puede justificar la cooperación en un juego de dilema del prisionero repetido de manera definitiva. Su papel fue seguido por muchos otros que comenzaron a trabajar en juegos de memoria limitados. El más notable fue el discípulo de Neyman, el estudiante Elchanan Ben-Porath, quien fue el primero en arrojar luz sobre el valor estratégico de la complejidad limitada.
Los dos modelos principales de complejidad limitada, tamaño del autómata y capacidad de recuperación, continuaron planteando intrigantes problemas abiertos en las décadas siguientes. Se logró un gran avance cuando Neyman y su discípulo Daijiro Okada propusieron un nuevo enfoque a estos problemas, basado en técnicas teóricas de la información, introduciendo la noción de entropía estratégica. Sus estudiantes continuaron empleando la técnica de entropía de Neyman para lograr una mejor comprensión de los juegos repetidos bajo restricciones de complejidad. El enfoque teórico de la información de Neyman abrió nuevas áreas de investigación más allá de la complejidad limitada. Un ejemplo clásico es el juego de comunicación que presentó conjuntamente con Olivier Gossner y Penélope Hernández.

### El valor de Shapley
Neyman ha hecho numerosas contribuciones fundamentales a la teoría del valor. En un "notable tour-de-force del razonamiento combinatorio", demostró la existencia de un valor asindótico para los juegos de mayoría ponderada. La demostración fue facilitada por su contribución fundamental a la teoría de la renovación. En un trabajo posterior, Neyman demostró que muchas de las suposiciones hechas en estos trabajos pueden relajarse, al tiempo que muestra que otras son esenciales.
Neyman demostró la diagonalidad de los valores continuos, que tuvo muchas implicaciones en desarrollos posteriores de la teoría. Junto con Pradeep Dubey y Robert James Weber, estudió la teoría de las semivalgas, y por separado demostró su importancia en la economía política. Junto con Pradeep Dubey, caracterizó el conocido fenómeno de la correspondencia de valores, una noción fundamental en economía, originada ya en la obra de Edgeworth y antes de Adam Smith. En términos laxos, esencialmente establece que en una gran economía que consiste en muchos agentes económicamente insignificantes, el núcleo de la economía coincide con los resultados perfectamente competitivos, que en el caso de las preferencias diferenciables es un elemento único que es el valor de Aumann-Shapley. Otra contribución importante de Neyman fue la introducción del valor de Neyman, una generalización de gran alcance del valor de Aumann-Shapley para el caso de los juegos de medidas de vectores no diferenciables.

### Otros campos
Neyman ha hecho contribuciones a otros campos de las matemáticas, generalmente motivados por problemas en la teoría de juegos. Entre estas contribuciones se encuentran un teorema de renovación para muestreo sin reemplazo (mencionado anteriormente como aplicado a la teoría del valor), contribuciones a incrustaciones de espacios Lp, contribuciones a la teoría de medidas vectoriales, y a la teoría de mapeos no expansivos.

## Trayectoria empresarial
Neyman sirvió previamente (2005-8) como director en Tradus (anteriormente llamado QXL). También ocupó una dirección (2004-5) en Gilat Satellite Networks. En 1999, Neyman cofundó Bidorbuy, la primera compañía de subastas en línea que opera en India y en Sudáfrica, y se desempeña como presidente del consejo. Desde 2013, ocupa una dirección en el banco israelí Mizrahi-Tefahot.